# Сапова
Сапова́ — село в Україні, у Золотниківській сільській громаді Тернопільського району Тернопільської області. До 2015 року адміністративно відносиласяся до Зарваницької сільської ради. Від вересня 2015 року ввійшло у склад Золотниківської сільської громади. До Сапової приєднано хутір Полісюки. В деяких джерелах, зокрема, в польських, зустрічається стара назва — Сопова. Розташоване на заході району, на річці Стрипа.

Населення — 152 особи (2007).

## Населення

### Мова
Розподіл населення за рідною мовою за даними перепису 2001 року:
| Мова       | Кількість | Відсоток |
| ---------- | --------- | -------- |
| українська | 168       | 100%     |

## Історія
Перша писемна згадка — 1439 року. Грицько Кердейович, перебуваючи у таборі поблизу села, видав грамоту, якою заставив Микулинці.
Назва Сапова походить віл слова “сапун” – мулистий пісок із застояною водою. Можливо, від татарського слова “сабун” – глина, яку використовували замість мила. Народне трактування – від дієслова “сапіти”: задихатися, добираючись до села.
З історичних книг відомо, що присілок Полісюки існував у 16–19 ст. Коли у Зарваниці в 1754 р. будували церкву, то каміння брали із замку, що зруйнували татари, його руїни збереглися донині. А згодом люди почали поселятися в долині на березі Стрипи; це поселення назвали Сапова. Одна частина села розташована на березі Стрипи, інша – присілок Полісюки на горі біля зруйнованого замку.
Діяли «Просвіта» та інші товариства, кооператива.
Встановлено пам'ятний хрест на честь скасування панщини (відновлено 1992).
12 червня 2020 року, відповідно до розпорядження Кабінету Міністрів України № 724-р «Про визначення адміністративних центрів та затвердження територій територіальних громад Тернопільської області» увійшло до складу Золотниківської сільської громади.
19 липня 2020 року, в результаті адміністративно-територіальної реформи та ліквідації Теребовлянського району, село увійшло до складу Тернопільського району.

## Політика

### Парламентські вибори, 2019
На позачергових парламентських виборах 2019 року у селі функціонувала окрема виборча дільниця № 610836, розташована у приміщенні клубу.
Результати
- зареєстровано 83 виборці, явка 86,75%, найбільше голосів віддано за Всеукраїнське об'єднання «Батьківщина» — 20,83%, за «Слугу народу» — 18,06%, за Радикальну партію Олега Ляшка — 15,28%.[5] В одномандатному окрузі найбільше голосів отримав Микола Люшняк (самовисування) — 44,44%, за Володимира Бліхаря (Всеукраїнське об'єднання «Батьківщина») — 22,22%, за Ігоря Сопеля (Слуга народу) — 11,11%[6].

## Релігія
- церква Покрови Пресвятої Богородиці (2002).

## Соціальна сфера
Працює бібліотека.

## Відомі люди

### Народилися
- громадсько-політичний діяч Я. Говда.

## Галерея

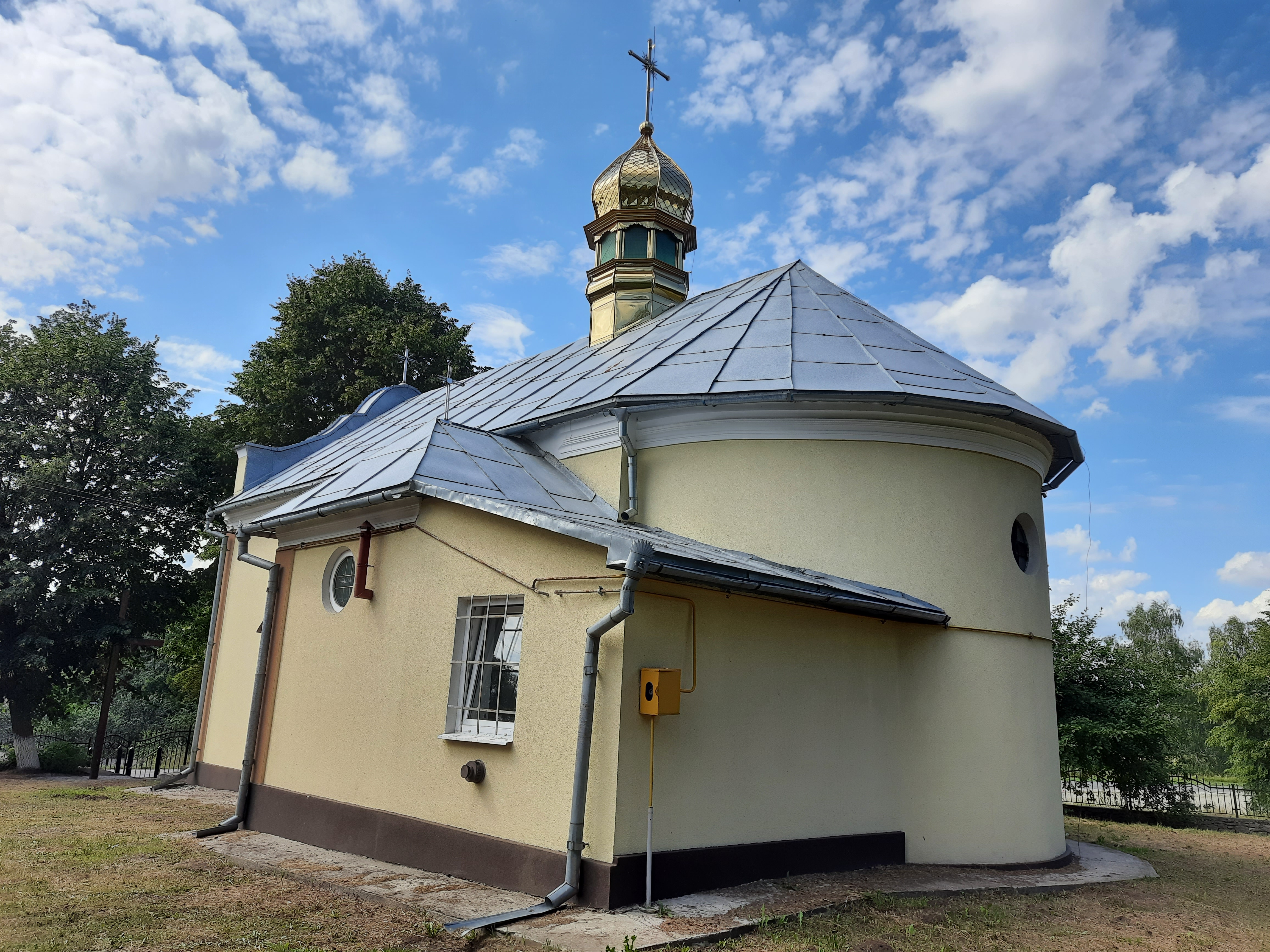
Церква Покрови Пресвятої Богородиці
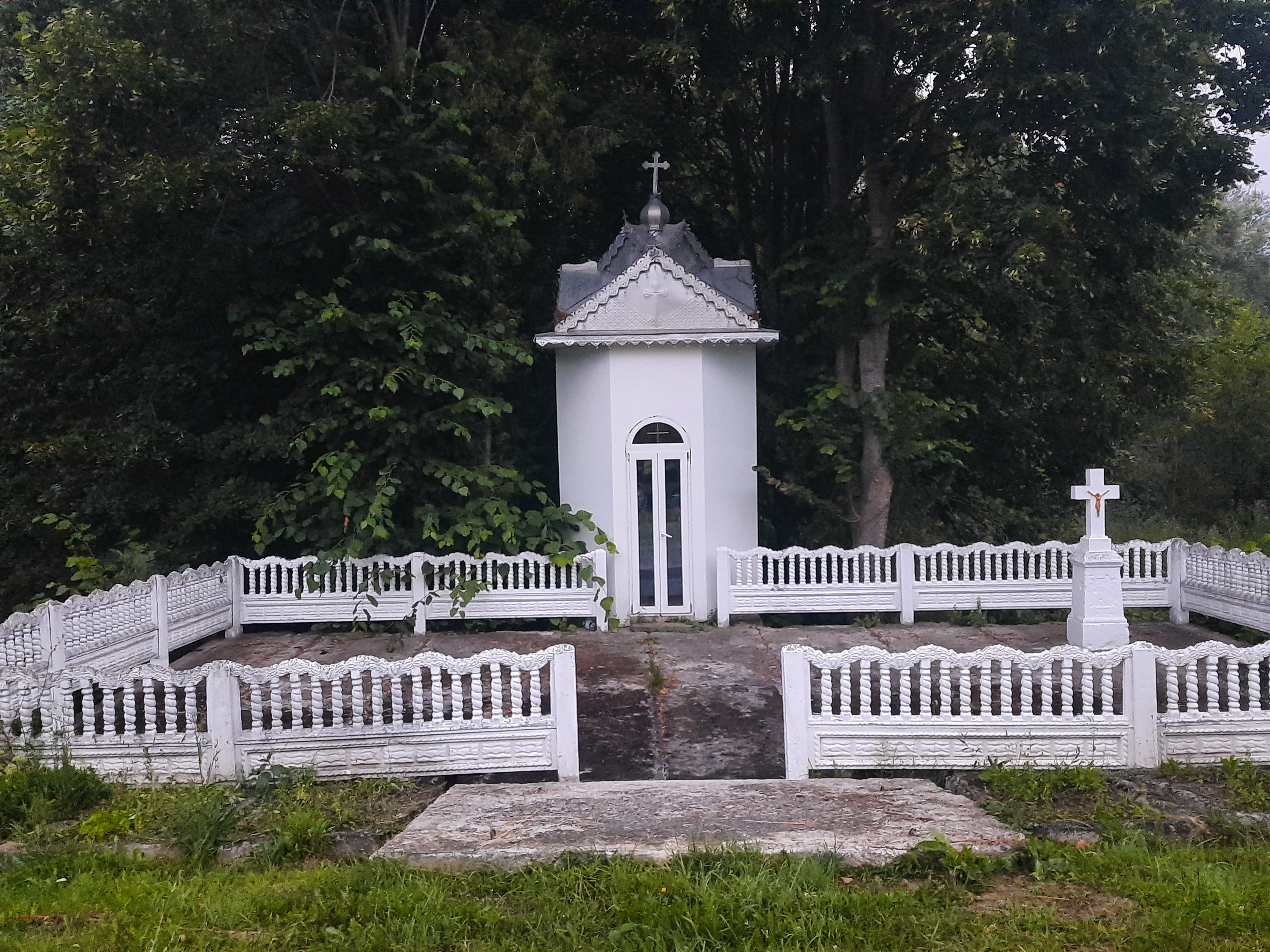
Капличка
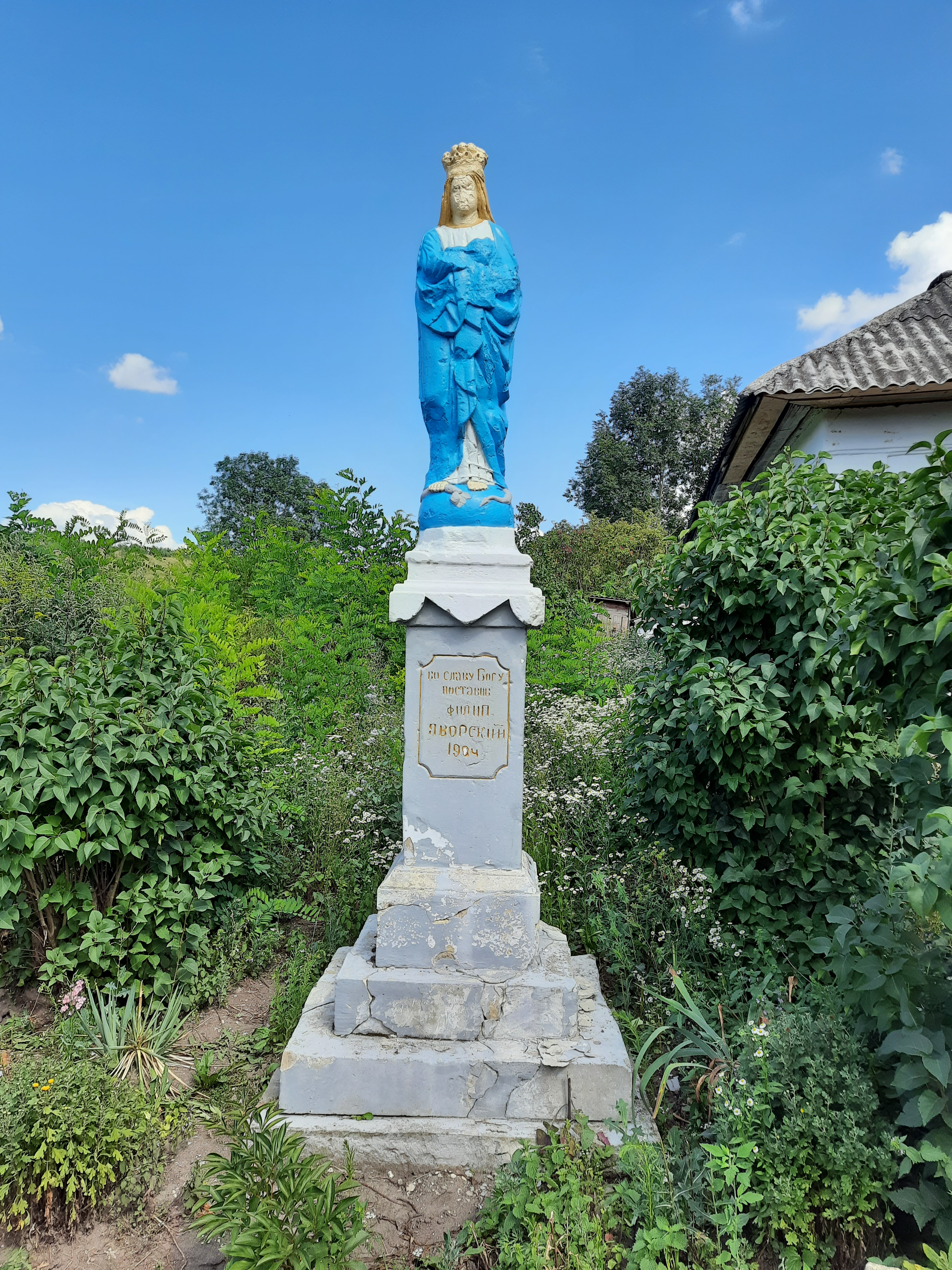
"Фігура" край дороги